# Гопеги, Белен
Беле́н Руи́с де Гопе́ги (исп. Belén Ruiz de Gopegui; род. 1963[…], Мадрид) — испанская писательница, журналистка, сценаристка.

## Биография
Отец — Луис Руис де Гопеги, крупный физик, специалист по воздухоплаванию, руководитель программ НАСА в Испании. Окончила юридический факультет Мадридского университета, работала журналистом. Её первый роман «Масштаб карты» (1993) был отмечен несколькими премиями за многообещающий дебют. Выступает также как сценарист, по её сценарию Спящая судьба снят одноимённый фильм Анхелес Гонсалес-Синде (2003), получивший премию Гойя. Член Коммунистической партии Испании.

## Книги
- Масштаб карты/ La escala de los mapas (1993, роман; premio Tigre Juan, 1993; Ибероамериканская премия за первый роман «Santiago del Nuevo Extremo», 1994)
- Коснуться наших лиц/ Tocarnos la cara (1995, роман)
- На пустынном берегу/ En desierta playa (1995, новеллы)
- Покорение неба/ La conquista del aire (1998, роман, экранизирован Херардо Эрреро в 2000)
- Реальность/ Lo real (2001, роман; финалист Национальной премии критики, 2001; премии фонда Хосе Мануэля Лары, 2002; премии Ромуло Гальегоса, 2003)
- Другая сторона подушки/ El lado frío de la almohada (2004, роман)
- Отец Белоснежки/ El padre de Blancanieves (2007, роман,  премия сетевой литературной критики Буря в стакане за лучшую испаноязычную книгу)
- El Balonazo (2008, роман)
- Желание стать панком/ Deseo de ser punk (2009, роман, премия имени Dulce Chacón за прозу).
- Доступ запрещен/ Acceso no autorizado (2011, роман)
- Друг, который вышел из старого компьютера/ El amigo que surgió de un viejo ordenador (2012, роман)
- Ночной комитет/ El comité de la noche (2014, роман, премии Cálamo, номинация «Другой взгляд»)
- Из пузыря/ Fuera de la burbuja (2017, роман)
- Оставайся со мной днем и ночью/ Quédate este día y esta noche conmigo (2017, роман)[3]

## Признание
Прозаик и критик Франсиско Умбраль назвал её лучшей в поколении. Романы Гопеги удостоены многих премий, переведены на английский, немецкий, французский, итальянский и другие языки.